# Obergerlafingen
Obergerlafingen é uma comuna da Suíça, situada no distrito de Wasseramt, no cantão de Soleura. Tem 1,52 km² de área e sua população em 2018 foi estimada em 1.176 habitantes.